# Slatiňanská továrna automobilů R. A. Smekal
Slatiňanská továrna automobilů R. A. Smekal byl rakousko-uherský výrobce automobilů sídlící ve Slatiňanech.

## Historie firmy
Raimund August Smekal
koupil v roce 1907 závod v českých Slatiňanech, zmodernizoval jej a vybavil moderními obráběcími stroji. Smekal byl potomkem rodiny Smékalů, vyrábějících hasičskou techniku a hasební prostředky od počátku 19. století v továrně v Čechách pod Kosířem. V nově založené společnosti začal od roku 1912 vyrábět i automobily. Nesly značky Turicum a Mars. V roce 1913 byla jejich výroba ukončena. Vzniklo pouze několik kusů. Společnost s názvem R. A. Smekal Továrna na hasičské stroje a tělocvičné nářadí Slatiňany u Chrudimě však ve svém výrobním programu pokračovala dále.

## Vozidla

### Turicum
Továrna vyráběla automobily v licenci švýcarské firmy Turicum AG z Curychu, později sídlící v Usteru. Mnoho dílů bylo také přímo odtud dováženo. Jeden z typů odpovídal vozu Turicum D 8/18 PS se čtyřválcovým motorem. Při vrtání válců 80 mm a zdvihu 100 mm měl motor objem 2011 cm³. Maximální rychlost vozu byla 60 km/h. Zvláštností vozu byla frikční převodovka.

### Mars
V licenci německé firmy Mars-Werke z Norimberku vyráběl R. A. Smekal také její osobní automobily. Jejich pohon obstarávaly vodou chlazené čtyřválcové motory o objemu 1943 cm³ a výkonu 16 koní. Otevřená karoserie poskytovala místo pro čtyři osoby.